# XF–91 Thunderceptor
Az XF–91 Thunderceptor az amerikai Republic Aviation repülőgépgyár vegyes meghajtású elfogóvadász repülőgépe volt, amely a repülés legnagyobb részében gázturbinás sugárhajtóművel repült, de  emelkedés és elfogás közben négy kisméretű rakétahajtóművet is alkalmazott a nagyobb tolóerő érdekében. A konstrukció a sugárhajtóművek teljesítményének gyors növekedése miatt nagyrészt elavult, mire elkészült, és csak két prototípus épült. Ezek egyike volt az első amerikai gázturbinás kísérleti repülőgép, amely meghaladta az 1 Mach sebességet vízszintes repülés közben.

## Kifejlesztésének története
A Thunderceptor egyike volt az eredeti F–84 Thunderjet két nyilazott szárnyú továbbfejlesztésének (a másik a későbbi F–84F Thunderstreak volt). A legtöbb korabeli nyilazott szárnyú konstrukció komoly problémája az alacsony sebességnél és magas állásszögnél bekövetkező átesésveszély volt. A szárny felett stagnáló légáramlás hajlamos volt a szárnyvégek felé „csúszni”, ami miatt azok nagy állásszögeknél előbb „átestek”, mint a szárny a többi része. Ebben a helyzetben a felhajtóerő központja meglehetősen gyorsan változott a tömegközépponthoz képest, megemelve a gép az orrát, ami még nagyobb állásszöget, illetve szélsőséges esetben bukfencet eredményezett. Az ilyen helyzetbe került repülőgépek gyakran átestek és lezuhantak, így az F–100 Super Sabre típus után az ilyen balesetekre a Sabre dance („kardtánc”) kifejezést használták.
A Thunderceptor tervezésénél a legfontosabb szempont az volt, hogy megoldják ezt a  problémát. A szárnyak húrhossza a szárnyvégeken jelentősen nagyobb volt, mint a szárnytőnél, ami lehetővé tette, hogy azok nagyobb felhajtóerőt generáljanak. Ezzel elegánsan megoldották a „kardtánc”-problémát, mivel így az átesési pont a szárnyvégen ugyanakkor lépett fel, mint az egész szárnyfelen. Ezt a megoldást alkalmazták később a britek az English Electric Lightning esetében is. A konstrukció mellékhatása volt, hogy több hely állt rendelkezésre a szárnyakban, így a futómű behúzása kifelé, a szárnyvégekbe történt, egy nagyobb helyett két kis főfutókereket alkalmazva. Emellett a teljes szárny állásszöge is változtatható volt: az alacsony sebességű manőverek során, illetve felszálláskor és leszálláskor felfelé billentették, a nagy sebességű repülés során pedig „egyenesbe állították”. Ez lehetővé tette, hogy a törzs nagy állásszögű repülésnél is közel vízszintes helyzetben maradjon, ami jobb kilátást biztosított a pilóta számára.
A tervezett légvédelmi feladatnak megfelelően, az orrot a radar beépítése érdekében újratervezték, ami arra kényszerítette a tervezőket, hogy a hajtómű levegő-beömlőnyílását az eredeti helyéről az orr alá helyezzék át. A törzs egyébként nagyon hasonlított az F–84 törzsére. Az első protípus nem rendelkezett az orrkúppal, a második viszont már igen.

## Tesztelése és értékelése
Az első prototípus 1949. május 9-én repült először. A hanghatárt 1951-ben lépte át. Később egy kisméretű orrkúppal látták el a lőgyakorlatokhoz (ez nem volt azonos a második prototípus „teljes méretű” orrkúpjával). A második prototípus teljes méretű orrkúppal és alatta elhelyezett beömlőnyílással rendelkezett, de egyébként hasonló volt. Ezt a sárkányt később módosították a V alakú függőleges vezérsík vizsgálatához. A sugárhajtómű és a rakéták együttes használatával a gép elérhette az 1,71 Mach sebességet, ami tiszteletreméltó eredmény az 1950-es évek elején. A két prototípus 192 felszállást teljesített a tesztrepülések öt éve folyamán.
A Thunderceptort elfogóvadászként hamarosan háttérbe szorították más cégek konstrukciói, de a Thunderceptorhoz hasonlóan ezek sem jutottak el a sorozatgyártásig. Az Amerikai Egyesült Államok Légiereje úgy döntött, hogy megvárja az 1954-es elfogóvadász-projekt részeként kifejlesztendő újabb és sokkal jobb képességekkel rendelkező gépeket. A Thunderceptor a korszakban tervezett többi elfogóvadászhoz hasonlóan igen rövid repülési idővel rendelkezett (25 perc körüli), így szinte használhatatlan volt akkora terület védelmében, mint amelyen az Egyesült Államok. Az 1954-es tervek sebesség, hatótávolság, bevetési idő, valamint többek között az éjszaka és minden időjárási viszonyok közötti alkalmazáshoz szükséges radar és tűzvezető rendszerek terén is felülmúlták az XF–91 típust. Az egyfeladatú nappali elfogóvadászok kora lassan véget ért.

## Fennmaradt példányok
A második prototípusban (s/n 46–681) 1951 nyarán hajtóműhiba jelentkezett az Edwarsd-ról való egyik felszállás közben. A Republic Aviation tesztpilótája, Carl Bellinger sikeresen elhagyta ugyan a gépet, a gép függőleges vezérsíkja azonban teljesen megolvadt (összesen 90 másodpercet repült). Mire a tűzoltó személyzet megérkezett és megkezdte az oltást, a gép 7 mérföldet gurult a kiszáradt tómederben. A farokszekció teljesen kiégett. 46–681-es repülési tesztekre kifejlesztett V-, vagy „pillangó”-farka a továbbiakban nem lett alkalmazva. Később ezt a gépet műszakimentő-tűzoltó személyzetek kiképzésére használták az Edwards-on, majd szétvágták és beolvasztották.
Az első prototípus (s/n 46–680) a Légierő Nemzeti Múzeumában van kiállítva.

## Műszaki adatok (XF-91 Thunderceptor)
- Sugárhajtómű típusa: axiális elrendezésű sugárhajtómű
- Sugárhajtóművek száma: 1
- Sugárhajtómű tolóereje: 30,6 kN
- Rakétahajtómű: 4 db Reaction Motors XLR11-RM-9
- Tolóerő: 7 kN
- Csúcssebesség: 1584 km/h
- Hatótávolság: 1880 km
- Csúcsmagasság: 15 200 - 16 800 m
- Emelkedőképesség: 96,7 m/s
- Felületi terhelés: 283 kg/m²
- Tolóerő/tömeg arány: 0,6
- Fegyverzet: 4 db 20 mm-es gépágyú

## Lásd még
Hasonló repülőgépek:
- Saunders-Roe SR.53
- Saunders-Roe SR.177